# Reial Audiència de Catalunya (borbònica)
La Reial Audiència del Principat de Catalunya (en castellà: Real Audiencia del Principado de Cataluña) fou el màxim òrgan d'administració de justícia a Catalunya des del 1716 i fins a la seva abolició el 1833, exercint la seva funció judicial en nom del monarca borbònic. També va ser, conjuntament amb la Capitania General, l'organisme superior de govern instaurat a Catalunya per l'absolutisme borbònic.
La Reial Audiència era la institució que substitueix l'anterior Reial Audiència de Catalunya (1493−1716), a la qual Felip V donà Nova Planta -nova estructura- el 1716, perdent la seva facultat d'ésser tribunal suprem de Catalunya per a esdevenir un tribunal territorial sotmès al Consell de Castella, al que s'atribuí la facultat d'ésser tribunal de darrera instància. Pels decrets de Nova Planta les Reials Audiències borbòniques establertes als estats de l'annexionada Corona d'Aragó passaren a ser presidides pel Capità General militar, constituint òrgans assessors d'aquest i governant en diarquia amb aquest sobre la base del «Real Acuerdo» (Reial Acord). El Capità General havia d'atenir-se als dictàmens de la Reial Audiència en matèria de govern i d'administració del país, per bé que aquesta bicefàlia i dualitat de competències provocà disputes i enfrontaments entre ambdues institucions, sobretot perquè les atribucions d'una i altra institució no estaven delimitades. En matèria de justícia la presidència era exercida pel Regent civil i el Capità General no tenia intervenció en els litigis, fora del dret d'indult en cas de pena de mort, de manera que la justícia pogué preservar cert grau d'autonomia efectiva respecte de l'autoritat militar.
La Reial Audiència borbònica passà a ocupar la seu de l'abolida Diputació del General de Catalunya, el Palau de la Generalitat. Pel que fa als nomenaments dels magistrats, i en virtut de l'abolició dels privilegis d'estrangeria de Catalunya, pel qual només podien exercir els càrrecs públics de Catalunya els que gaudien de la condició de catalans, el tribunal va quedar obert a tots els súbdits del sobirà borbònic. Les magistratures foren ocupades per primera vegada per castellans, bé es procurà reserva la meitat de les places de cada sala pels naturals país. Les Reials Audiències borbòniques informaven al Consell de Castella sobre el nomenament de funcionaris i s'ocupaven d'afers governatius i policíacs, situació que es perllongà tot al llarg del règim absolutista (1714-1833) fins al 1834, quan foren novament reduïdes a l'esfera estrictament judicial com abans del 1714.

## La Reial Audiència de Catalunya abans del 1714
La Reial Audiència de Catalunya (1493−1716) fou el màxim òrgan d'administració de justícia al Principat de Catalunya des de la seva instauració per Ferran II d'Aragó el 1493 fins que fou abolida per Felip V el 1714. Equivalent a les Reials Audiència d'Aragó, de València i de Mallorca, la Reial Audiència de Catalunya es caracteritzava pel fet d'ésser tribunal suprem, mentre que les anteriors reconeixien com a instància superior al Consell d'Aragó.

## La Nova Planta de la Reial Audiència del Principat de Catalunya

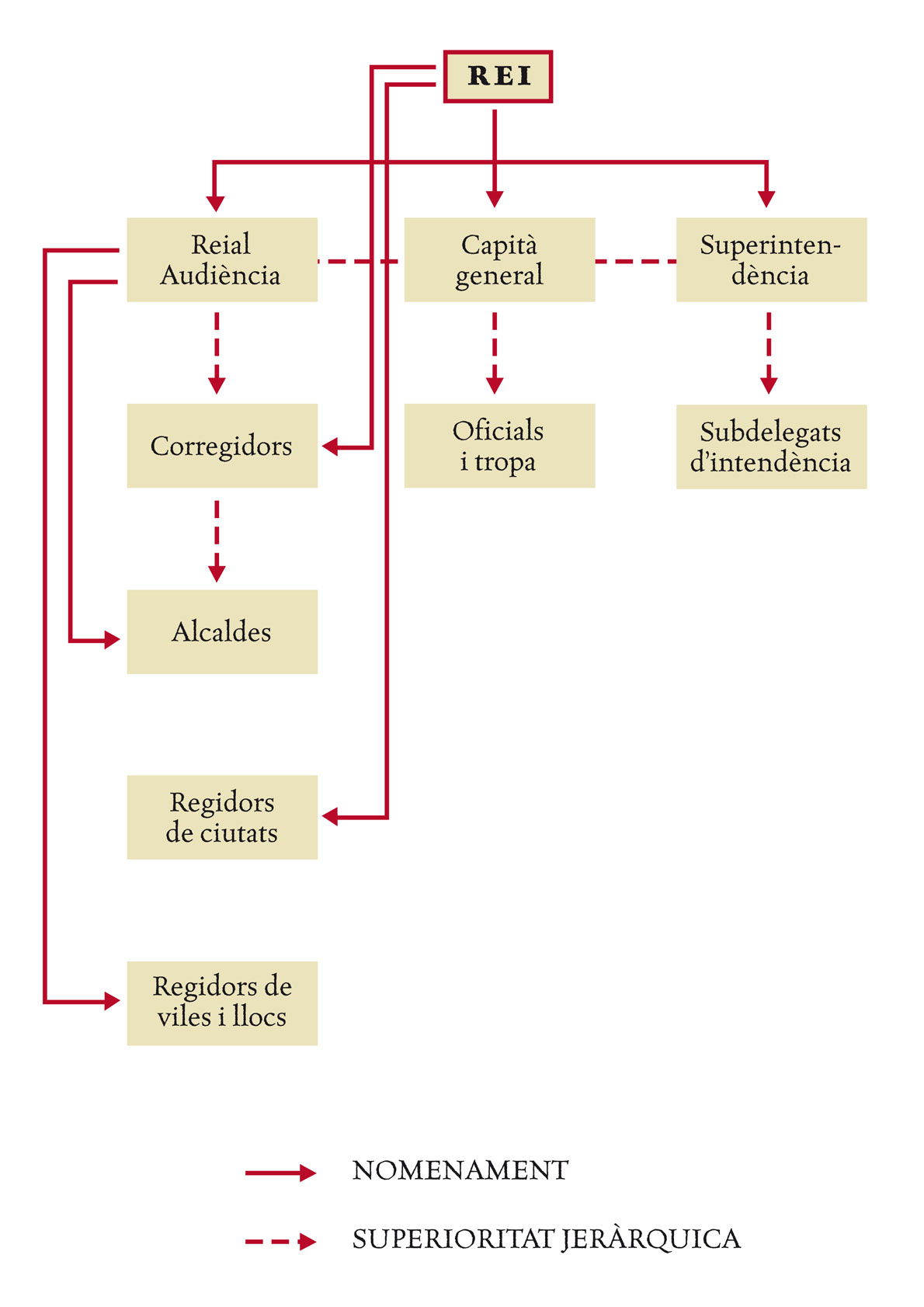
Esquema del sistema de govern borbònic basat en tres institucions polítiques: La nova Reial Audiència per fer complir les noves lleis, el Capità general que regia sobre el nombrós exèrcit que garantia l'ocupació, i el superintendent que cobrava l'onerosa fiscalitat que es va imposar als vençuts. Fins i tot els nomenaments més locals depenien directament de la monarquia.

La Reial Audiència fou abolida el 1714 conjuntament amb tot l'ordenament polític, legislatiu i jurídic propi del règim constitucional de Catalunya. A partir d'aleshores Catalunya passà a estar sota la jurisdicció del Consell de Castella i a l'empara de les decisions arbitràries del rei absolut, que les implementava per mitjà del Capital General de Catalunya. El 1716 Felip V decretà la Nova Planta -nova estructura- de la Reial Audiència, perdent la seva facultat d'ésser tribunal suprem de Catalunya per a esdevenir un tribunal territorial sotmès al Consell de Castella, al que s'atribuí la facultat d'ésser tribunal de darrera instància. Pels decrets de Nova Planta les Reials Audiències borbòniques establertes als estats de l'annexionada Corona d'Aragó passaren a ser presidides pel Capità General militar, constituint òrgans assessors d'aquest i governant en diarquia amb aquest sobre la base del «Real Acuerdo» (Reial Acord). En el moment de la seva reforma la nova Reial Audiència passà a ocupar el Palau de la Generalitat de Catalunya.

### Estructura judicial
Fins a cert punt es va mantenir l'estructura de l'anterior Reial Audiència de Catalunya: dues sales del civil cadascuna amb cinc "oïdors", i una sala del criminal, amb cinc "alcaldes del crim". Amb el disseny confegit a la Nova Planta s'hi van implementar dos càrrecs de fiscal, un pel civil i un altre pel criminal, i un algutzir major. El canvi més significatiu introduït a la Reial Audiència per la Nova Planta va ser el fet que la presidència recaigué en el Capità General de Catalunya, de manera que a nivell teòric tot el poder militar, polític i judicial, quedava en mans d'una sola persona nomenada segons la voluntat arbitrària del sobirà borbònica; en la pràctica però, la presidència de la institució recaigué en el Regent de la Reial Audiència, de manera que la justícia pogué preservar cert grau d'autonomia efectiva respecte de l'autoritat militar.
- Presidència: Capità General de Catalunya
- 1 Regent
- 2 fiscals
- 1 algutzir major
- 1a Sala del civil: 5 oïdors
- 2a Sala del civil: 5 oïdors
- 3a Sala del criminal: 5 alcaldes del crim

### El Reial Acord: les funcions governatives
El Decret de Nova Planta de la Reial Audiència establí que seria el capità general de Catalunya el que presidiria la Reial Audiència. Malgrat això aquesta presidència no és efectiva tot al llarg del segle xviii, i qui realment exercí la direcció de la Reial Audiència fou el regent d'aquesta. La Reial Audiència assumí mateix tasques governatives, facultats que a nivell teòric corresponien al Capità General de Catalunya: aquesta bicefàlia i dualitat en les tasques de govern es va denominar «Real Acuerdo» (Reial Acord). La intenció del Reial Acord fou d'una banda la de limitar la total concentració de poders que la Nova Planta havia conferit al Capità General, que únicament recorrien a la Reial Audiència a manera d'òrgan de consell i a estricta petició d'aquell, i de l'altra i aprofitant que la Reial Audiència era l'única institució existent, donar entrada al poder civil en les decisions de govern. Aquesta bicefàlia i dualitat generà disputes i enfrontaments entre ambdues institucions, sobretot perquè les atribucions d'una i altra institució no estaven delimitades. El govern absolut dels Capitans Generals de Catalunya es moderava tan sols en funció del caràcter personal més o menys autoritari d'aquest.

### Els corregiments: organització administrativa de Catalunya
Un corregiment era una demarcació administrativa del regne de Castella, a càrrec d'un corregidor i d'un tinent de corregidor. Al regne d'Aragó, regne de València i Principat de Catalunya van ser introduïts per Felip V a partir dels decrets de Nova Planta després de l'abolició de les juntes, governacions i vegueries respectivament. La imposició de la nova organització castellana va tenir algunes particularitats, com ara el caràcter de governació militar i la creació d'alcaldies majors en lloc de tinents de corregidor. Aquesta administració territorial, amb tot l'ordenament jurídic, institucional i administratiu propis de l'absolutisme borbònic, va desaparèixer definitivament amb la nova administració provincial del regne constitucional d'Espanya el 1833. A alguns països d'Amèrica com ara Colòmbia, Costa Rica o Panamà es manté el nom amb diferents funcions territorials.

### Accés dels forans a l'exercici de les magistratures catalanes

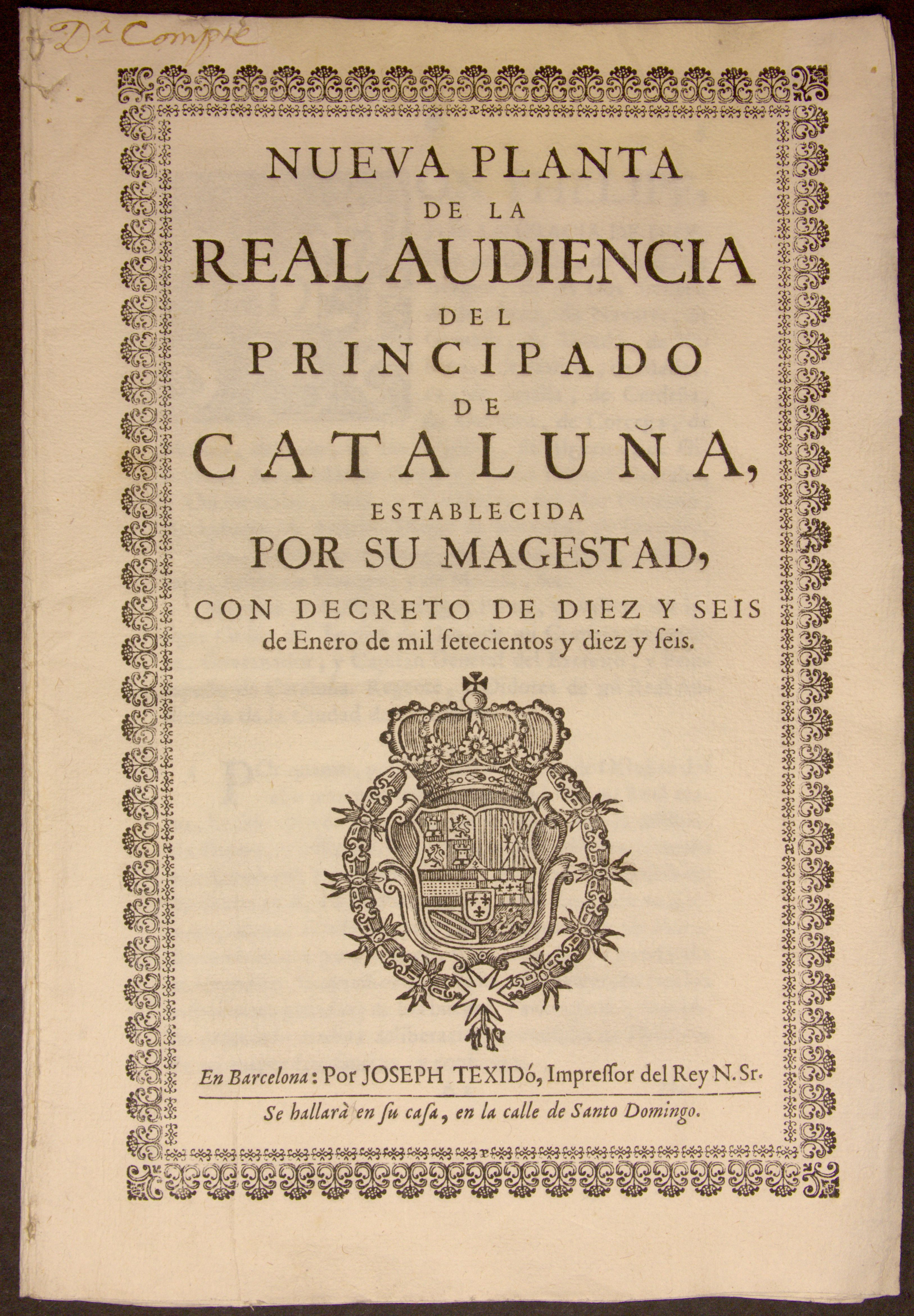
Portada de la Nova Planta de la Reial Audiència del Principat de Catalunya

Pel que fa als nomenaments dels magistrats, i en virtut de l'abolició dels privilegis d'estrangeria de Catalunya, pel qual només podien exercir els càrrecs públics de Catalunya els que gaudien de la condició de catalans, el tribunal va quedar obert a tots els súbdits del sobirà borbònic. En quedar tots els súbdits de Felip V sotmesos al mateix ordenament jurídic castellà i, per tant, tots igualats en tot als nacionals castellans, ja no hi va haver cap impediment legal que reservés el nomenament dels magistrats de Catalunya als catalans. En un primer moment es va debatre la possibilitat de fixar una proporcionalitat entre catalans i forans, però finalment es va evitar el deixar regulat legalment aquest assumpte, per bé que es va imposar el criteri pràctic de disposar d'alguns magistrats catalans. D'aquesta manera en la seva primera constitució van ser nomenats 9 castellans, 7 catalans i 2 aragonesos, per a les 12 places d'oïdors -jutges del civil- i les 6 d'alcalde del crim -jutges del criminal-, per bé que amb el transcurs del temps el requeriment de reservar places pels "nacionals catalans" s'acabà obviant. Malgrat tot però, i tot i no haver-hi ja diferències jurídiques entre catalans i castellans, el rei Felip V va disposar que el Regent de la Reial Audiència de Catalunya havia de ser un castellà; així i tot al llarg del segle xviii tan sols hi hagué un regent català, el destacat botifler Josep Francesc d'Alós i Rius. Els requeriments per a esdevenir magistrat es limitaren al fet d'haver cursat estudis universitaris de dret -doctors, llicenciats o tan sols batxillers-, valorant-se l'haver exercit l'advocacia. La plaça d'entrada era normalment la de fiscal o la d'alcalde del crim, i el següent esglaó -i generalment l'últim- era el càrrec d'oïdor en una de les sales del civil.

### El castellà llengua del govern i de la judicatura a Catalunya
També per l'abolició del dret d'estrangeria de Catalunya i l'homogeneïtzació jurídica de tots els súbdits de Felip V, el castellà esdevingué la llengua de comunicació del govern i de la justícia a Catalunya, quedant-ne postergada de facto la llengua del propi país, el català. Tot i així però, aquesta disposició fou expressa i explícitament regulada en l'article sisè de la Nova Planta de la Reial Audiència:
| «                                           | Las causas de la Real Audiencia se substanciarán en lengua castellana | » |
| — Art. 4, Nova Planta de la Reial Audiència |                                                                       |   |

## Les Ordenances de la Reial Audiència de 1742
Finalment els problemes generats per les disputes entre el Capità General i la Reial Audiència es van intentar resoldre amb la promulgació de les Ordenzanas de la Reial Audiència del Principado de Cataluña de 1742, que regulaven les relacions entre ambdues institucions, i en especial en capítols de als que es donava gran importància en el sistema absolutista borbònic com eren els referents a protocol i procediment. No obstant aquest ordenament però, les tensions van continuar durant tot el segle.

## Administració francesa (1808-1814)
Després de l'ocupació francesa de Barcelona va transcórrer un any sense que les autoritats espanyoles veiessin afectat el seu funcionament, col·laborant - almenys passivament - amb les forces d'ocupació. No obstant això, la cerimònia de presa de jurament a Josep Bonaparte organitzada el 9 d'abril de 1809 es va saldar amb la negativa de la majoria d'autoritats, cosa que va suposar la destitució i empresonament d'aquests, quedant reconstituïda una Reial Audiència lleial als ocupants constituïda per magistrats afrancesats amb invasió francesa de 1808, i per decret de Napoleó de 26 de gener de 1812 fins al final de la guerra el maig de 1814, la Catalunya del sud va quedar també incorporada a l'Imperi francès dividida el territori en quatre departaments a la francesa, el departament del Ter, el departament del Segre, el departament de Montserrat, i el departament de les Boques de l'Ebre, i la Vall d'Aran incorporada al departament de l'Alta Garona.